# Sparisoma tuiupiranga
Sparisoma tuiupiranga es una especie de peces de la familia Scaridae en el orden de los Perciformes.

## Morfología
• Los machos pueden llegar alcanzar los 15,4 cm de longitud total.

## Distribución geográfica
Se encuentra en el Brasil (desde el estado de Bahía hasta el de  Santa Catalina ).